# 수증기 폭발

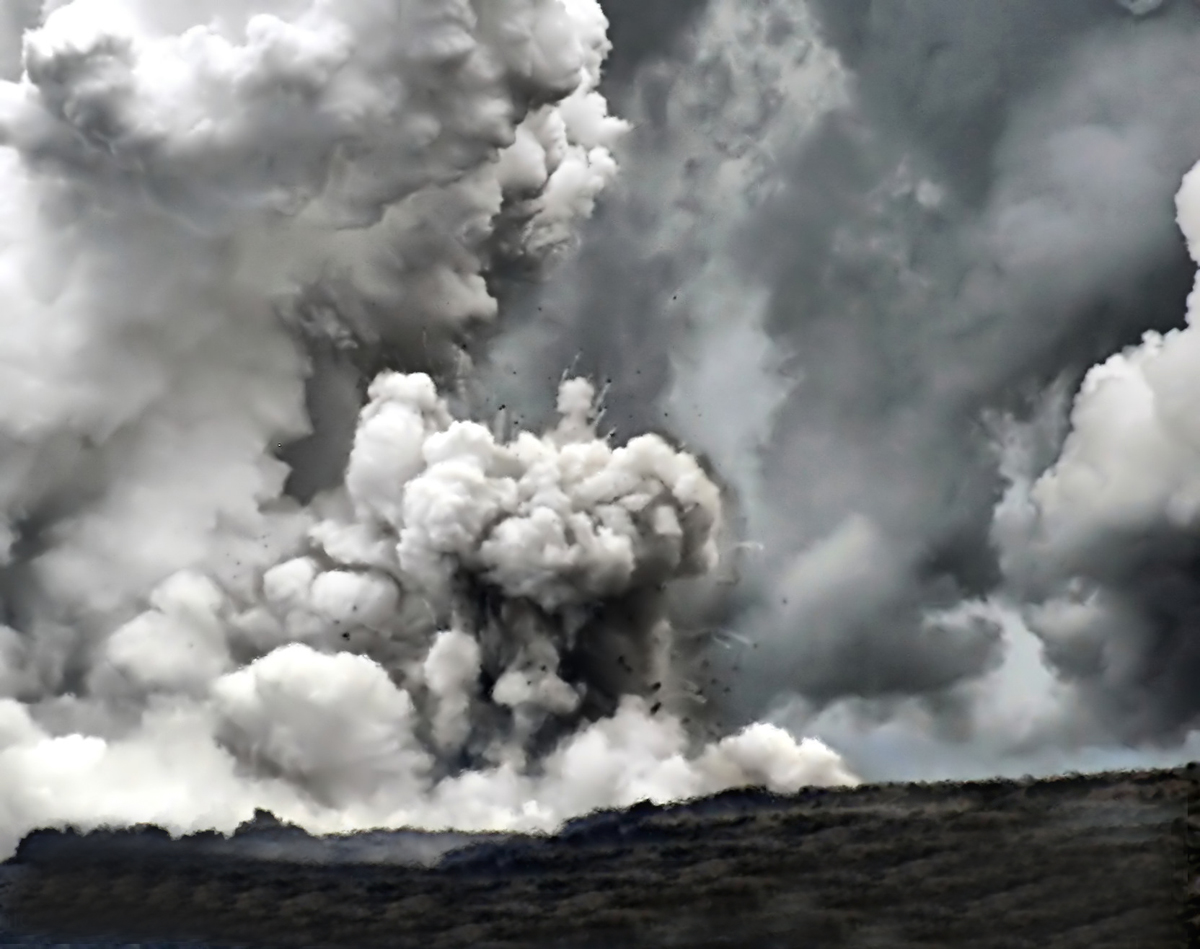
하와이 섬 와이쿠파나하에서 용암이 바닷물과 접촉해 일어난 폭발 모습.

수증기 폭발(steam explosion)은 물이 수증기로 급격히 상전이함으로써 일어나는 폭발이다. 해저화산이 분화할 때 일어나는 수중폭발, 배가 침몰할 때 보일러가 바닷물에 닿아 일어나는 폭발이 이런 원리로 일어난다. 한국의 포스코를 비롯해 국내외의 여러 금속 공장에서는 고온의 용융(鎔融) 금속에 수분이 닿아 수증기 폭발 사고가 발생한 사례가 있다. 

## 매커니즘
용융 금속이 수분과 접촉하면 수분의 과열로 급격하게 생성된 고압의 수증기로 인해 대폭발이 발생할 수 있다. 고온의 용탕이 수조 바닥면에 도달하여 산화물과 발열 반응을 일으키고, 순간적으로 1170°C의 고온이 발생하여 아래와 같이 알루미늄과 물 사이에 직접적인 폭발반응이 발생하게 된다.
2Al + 3H2O→Al2O3 + 3H2
1 g의 수분이 660°C의 알루미늄 용탕 속에 밀폐되어 존재할 경우, 순간적으로 형성된 수증기의 압력은 1제곱센티미터당 약 1600 kgf 또는 160 메가파스칼에 달한다.
수증기 폭발은 포획된 수증기 폭발과 포획되지 않은 수증기 폭발로 구분할 수 있으며, 포획된 수증기 폭발은 고온의 용융 금속 광재(鑛滓, slag, 금속 찌꺼기)가 움푹 팬 바닥의 잔존 수분을 완전히 포획할 때 발생한다. 포획된 수증기 폭발은 1 m3의 냉각수가 100°C의 수증기로 기화하며 부피가 약 1,700배 팽창하기 때문에 용융 슬래그가 급격히 비산(飛散)하는 것이다. 부피 팽창의 근거는 다음과 같은 이상 기체 방정식({\displaystyle PV=nRT})으로 표현 가능하다.
{\displaystyle V={\frac {nRT}{P}}={\frac {55.55\times 0.08205atm\cdot m^{3}/kg-mol\cdot K\times 373K}{1atm}}=1,700m^{3}}

여기서, (P:압력, V:부피, n:기체의 몰수, R:기체 상수, T: 절대 온도(K))
Eckhoff(2016)는 포획되지 않은 수증기 폭발이 포획된 수증기 폭발보다 큰 위력을 나타낸다고 실험을 통해 증명하였다. 2017년 11월에 발생한 포항 제철소 대형 수증기 폭발도 포획되지 않은 수증기 폭발로 분석되었다.

## 실제 사고 사례

### 한국
- 2006년 11월 경상남도 창원시 소재 폐기물 처리장에서 소각로 3호기의 배출구가 산업폐기물에 막히자 작업자 3명이 배출구 하부 컨베이어에서 막힘 상태를 확인하던 중 철판에 막혀 있던 고열의 소각재가 배출구 하부 냉각용 물받이통으로 쏟아졌다. 배출구에 걸려 있던 소각재가 한꺼번에 쏟아지면서 물받이통에 남아 있던 물과 접촉하여 수증기 폭발이 발생하여 1명이 사망하고 2명이 부상당했다.[4]
- 2007년 10월 8일 18시 20분경 경기도 화성시 소재 알루미늄 가공공장에서 주조기(鑄造機) 운전준비 중 고온의 알루미늄 용융물과 냉각수가 접촉하여 수증기 폭발이 일어나 2명이 사망하고 2명이 부상당한 사고가 발생했다. 사고의 원인은 주조기 내 용융 알루미늄이 고이게 되는 스타팅헤드(Starting Head)에 수분이 잔류했을 가능성과 건조상태 관리에 미흡했을 가능성이 있다.[5]
- 2013년 7월 호우 기간 중 포스코에서 고온의 용융 금속을 냉각시키는 드라이 피트(Dry Pit) 바닥 내 집중호우로 고온의 용융 금속이 접촉, 폭발하는 사고가 발생하였다.[6]
- 2017년 11월 3일 23시 24분경 포스코 슬래그 야드에서 수증기 폭발 사고가 발생하였다. C야드의 용융 슬래그 냉각 중 발생한 수증기로 인해 중장비 운전자는 시야 확보가 어렵게 되었고, 중장비 차량과 슬래그 야드 경계 둑이 충돌하였다. 이때, 냉각되지 않은 용융 슬래그 덩어리가 바닥에 고인 냉각수로 낙하하여 포획되지 않은 수증기 폭발이 발생하였다. 이 사고로 1,500°C의 용융 슬래그가 공장 밖으로 비산되어 주위 녹지대에 화재가 발생하였고 충격파로 공장 건물 외벽, 전기실 창문, 중장비 차량이 파손되었으며 작업자가 부상당했다. 이 수증기 폭발의 강도는 4 kg의 트라이나이트로톨루엔(TNT)이 폭발한 것과 동일한 수준인 것으로 분석되었다.[2]

## 같이 보기
- 폭발
- 포스코